# 트레이서 (드라마)
《트레이서》는 웨이브 오리지널 드라마이자 MBC 금토 드라마였다.

## 프로그램 소개
누군가에게는 판검사보다 무서운 곳 국세청이다. 일명‘쓰레기 하치장’이라고 불리는 조세5국에 굴러온 독한 놈의 물불 안 가리는 활약을 그린 통쾌한 추적 활극 드라마.
지옥에 떨어져도 바닥을 구르며 낄낄댈 것만 같고 골리앗에게 지려 밟혀도 빠락빠락 개길 것만 같은 지랄 맞고 웃긴 인간 황동주. 하지만 당신을 대신해 주먹을 휘둘러 줄 수 있고 답답한 세상에 자그만 숨통을 트여줄 수 있는 인간 황동주. 그의 골 때리는 뻔뻔함에 기막혀 하던 사람들도 인간적인 모습에 결국 사랑에 빠지고 자꾸만 보고 싶어질 것이다. 이건 복잡한 선과 악에 대한 이야기도 대단한 사회 정의를 구현하려는 이야기도 아니다. 그리 대단하진 않지만 많이 애잔하고 자꾸 그리워질 것 같은 한 남자가 세상과 아득바득 싸워나가는 이야기를 그리고자 한다. 그의 걸음걸음을 지켜보는 이들이 조금은 살맛 날 수 있도록.

## 제작진

### 제작사
- 주식회사 웨스트월드스토리

### 제작
- 김나영

### 극본
- 김현정

### 연출
- 이승영 : ( MBC 드라마넷 주말 특별기획 드라마 《별순검 시즌1》(공동연출), MBC 토요 미니시리즈 《별순검 시즌 3》(연출), OCN 9부작 금요 미니시리즈 《특수사건 전담반 TEN》(제작), OCN 10부작 토요 미니시리즈 《실종느와르 M》(연출), OCN 주말 미니시리즈 《보이스 2》(연출) 등 연출 )

## 등장 인물

### 주요 인물
- 임시완 : 황동주 역 (아역 박민수)

조세5국 1팀 팀장. 전직 대기업 뒷돈을 관리하던 업계 최고의 회계사로 돈과 성공 모두를 얻었지만 돌연 잘 나가던 회사를 그만두고 국세청 조사관이 되어 일명 ‘쓰레기 하치장’이라 불리는 조세 5국의 팀장이 된 인물이다. 업계를 씹어 먹던 남다른 실력은 물론 특유의 뻔뻔함과 똘끼로 무장했다.
- 고아성 : 서혜영 역

조세5국 팀원. 무엇이든 정면으로 돌파하는 남다른 행동력의 소유자로 뛰어난 직감과 조사력을 바탕으로 누구보다 적극적으로 팀을 이끌어가는 캐릭터. 특히 팀장 황동주와 합심해 짜릿하고 통쾌한 활약을 한다.
- 손현주 : 인태준 역

국세청 2인자 자리인 중앙지방국세청장을 지니고 있지만 끊임없이 더 높은 권력을 차지하고자 고군분투하는 인물.
- 박용우 : 오영 역

조세5국 과장. 한때 조세국 에이스로 활약했지만 지금은 일을 안 하는 게 일이자 신념인 인물이다. 국세청에 굴러 들어온 팀장 황동주와 부딪치지만 이를 계기로 뜻밖의 변화를 겪어간다.

### 중앙지방국세청

#### 조세 5국
- 전익령 : 안경희 역 - 1팀 반장
- 문원주 : 고동원 역 - 1팀 팀원
- 문수인 : 김한빈 역 - 1팀 팀원

#### 조세국 사람들
- 김도현 : 조진기 역 - 1국 국장
- 전배수 : 장정일 역 - 3국 국장
- 연제욱 : 박성호 역 - 3국 과장
- 이규회 : 이기동 역 - 4국 국장
- 윤세웅 : 안성식 역 - 5국 국장

### 국세청 본청
- 박지일 : 백승룡 역 - 국세청장
- 추상미 : 민소정 역 - 국세청 차장
- 최준영 : 인도훈 역 - 감찰과 과장 → 조세5국 1팀 팀장, 인태준 아들

### 주변 인물
- 이창훈 : 류용신 역 - PQ그룹 재무이사
- 김국희 : 노선주 역 - 남주지방국세청 조세1국 국장
- 황병국 : 김석민 역 - 대주일보 기자
- 김병기 : 서병기 역 - 재송건설 회장, 인태준 장인
- 조승연 : 서영재 역 - 재송건설 사장, 서병기 회장 아들
- 나석민 : 권영호 역 - 중앙지방국세청 조세3국 팀장

### 그 외 인물
- 주연우
- 우현 : 양영순 역 - 동호증권 회장
- 장성윤 : 임산부 역
- 박경훈
- 이정식 : 김영태 역 - 검사
- 미소윤 : 윤성미 역 - 대주일보 카메라기자
- 염지혜 : 아나운서 역
- 정다희 : 아나운서 역
- 정새별
- 김기연
- 서승원
- 한상철
- 정태수
- 최범호
- 배준성
- 이창
- 오규택
- 김일우
- 정민결 : 오실장 역
- 남동욱
- 지태윤
- 홍승안
- 이수연
- 김병윤
- 박지원
- 배태영
- 박경주
- 이호철
- 남기희
- 박현우
- 신재열
- 오일영
- 장성윤
- 박경훈
- 김준법
- 박완규
- 임선우
- 이한익
- 유종연
- 김송일
- 차건우
- 배준성
- 정나진
- 민충석
- 최정화
- 오승찬
- 이진성
- 홍승안
- 이수연
- 김병윤
- 박지원
- 백진환
- 이시우
- 박경주
- 이호철
- 유동훈
- 미상 : 양 회장 내연녀 역
- 김영성 : 주영문 역 - 실장
- 강승호 : 한경모 역
- 김연교 : 정다정 역

### 특별 출연
- 박호산 : 황철민 역 - 황동주 아버지

## 시청률
최저 시청률과 최고 시청률은 시청률 조사회사와 지역별로 시청률에 차이가 있을 수 있습니다.
| 2022년 | 2022년   | 2022년      | 2022년     | 2022년     | 2022년 |
| 회차   | 방송일   | TNmS 시청률 | AGB 시청률 | AGB 시청률 |        |
| 회차   | 방송일   | 한국(전국)  | 한국(전국) | 수도권     |        |
| 파트 1 | 파트 1   | 파트 1      | 파트 1     | 파트 1     | 파트 1 |
| ------ | -------- | ----------- | ---------- | ---------- | ------ |
| 1회    | 1월 7일  | 5.9%        | 7.4%       | 8.0%       |        |
| 2회    | 1월 8일  | 4.4%        | 6.0%       | 6.5%       |        |
| 3회    | 1월 14일 | 6.5%        | 8.6%       | 9.0%       |        |
| 4회    | 1월 15일 | 5.5%        | 7.7%       | 8.7%       |        |
| 5회    | 1월 21일 | 5.9%        | 8.0%       | 8.7%       |        |
| 6회    | 1월 22일 | 4.9%        | 7.8%       | 8.6%       |        |
| 7회    | 1월 28일 | 5.6%        | 7.8%       | 8.1%       |        |
| 8회    | 1월 29일 | 5.1%        | 7.6%       | 8.0%       |        |
| 파트 2 |          |             |            |            |        |
| 9회    | 2월 26일 | -           | 5.0%       | 5.0%       |        |
| 10회   | 2월 26일 |             | 6.2%       | 6.4%       |        |
| 11회   | 3월 5일  | 4.4%        | 4.6%       | 4.8%       |        |
| 12회   | 3월 11일 | 4.8%        | 6.5%       | 6.9%       |        |
| 13회   | 3월 12일 | -           | 4.1%       | 4.3%       |        |
| 14회   | 3월 18일 | 4.8%        | 8.1%       | 8.5%       |        |
| 15회   | 3월 19일 | 4.5%        | 6.1%       | 6.5%       |        |
| 16회   | 3월 25일 | 6.0%        | 9.0%       | 9.8%       |        |

## 편성 변경
- 2022년 2월 26일 : 9 ~ 10회 연속 방송·편성

## 결방 사유
- 2022년 2월 25일 : 《제20대 대통령 선거 대통령 후보 초청 토론》 방송·편성으로 인한 결방
- 2022년 3월 4일 : 《MBC 뉴스특보》 방송·편성으로 인한 결방

## 수상
- 2022년 2022 MBC 연기 대상 미니 시리즈 부문 남자 조연상 - 이창훈

## 참고 사항
- 임시완, 고아성은 영화 《오빠생각》 이후 6년 만에 재회하여 캐스팅 되었다.

## 동시간대 드라마
- SBS 금토 드라마 《악의 마음을 읽는 자들》

## 같이 보기
- 대한민국의 텔레비전 드라마 목록 (ㅌ)
- 2022년 대한민국의 텔레비전 드라마 목록